# Renato Silva
Renato Assis da Silva, detto Renato Silva (Colinas do Tocantins, 26 luglio 1983), è un ex calciatore brasiliano, di ruolo difensore.

## Caratteristiche tecniche
Gioca come difensore centrale.

## Carriera

### Club
Renato Silva iniziò la sua carriera nel calcio professionistico nel Goiás, nel 2003; già nel 2004, si trasferì in Europa, ai portoghesi del Belenenses, tornando però un anno più tardi in Brasile, al Flamengo.
All'inizio del 2007 si trasferì al Fluminense, club rivale del Flamengo, ma dopo pochi mesi, dopo una partita di Taça Guanabara, venne sottoposto a controlli anti-doping, per uso di cannabis, e il suo contratto fu rescisso immediatamente dalla società di Rio de Janeiro.
Condannato a 120 giorni di squalifica, Renato ottenne la riduzione della pena a 60 giorni, a patto di svolgere servizi sociali.
Il Botafogo mise sotto contratto il giocatore grazie alla volontà dell'allenatore Cuca.
Nel Botafogo fece piuttosto fatica agli inizi, tanto che alla fine del 2007 rischiava di essere ceduto, ma ciò non avvenne per la scarsità di difensori centrali nella rosa del Botafogo.
Nel corso del campeonato Carioca 2008 Renato Silva iniziò a giocare come titolare e ad affermarsi, tanto da ricevere interessamenti da parte dello Schalke 04, club tedesco. Nella vittoria della Taça Rio segnò la rete della vittoria contro la sua ex-squadra, il Fluminense.
Nel dicembre 2008 il San Paolo annunciò di aver messo sotto contratto Renato Silva per quattro anni, insieme a Washington, ex del Fluminense.

### Nazionale
Ha partecipato al campionato mondiale di calcio Under-20 2003 con la Nazionale di calcio brasiliana, vincendo la competizione.

## Palmarès

### Club

#### Competizioni nazionali
- Coppa del Brasile: 1

Flamengo: 2006

#### Competizioni statali
- Taça Rio: 1

Botafogo: 2008

#### Competizioni internazionali
- Coppa Sudamericana: 1

San Paolo: 2012

### Nazionale
- Mondiale Under-20: 1

2003